# Біловезька угода
Білове́зька уго́да (Білове́зькі уго́ди), офіційно Уго́да про ство́рення Співдру́жності Незале́жних Держа́в (рос. Соглашения о создании Содружества Независимых Государств) — угода, якою констатовано припинення існування Союзу Радянських Соціалістичних Республік та створено Співдружність Незалежних Держав замість нього як правонаступника. Документ був підписаний на державній дачі під Віскулями в Біловезькій пущі поблизу міста Берестя 8 грудня 1991 року, крім тоді неіснуючої ЗСФРР, керівниками трьох із чотирьох республік, які підписали Договір про утворення СРСР 1922 року:
- Голова Верховної Ради Республіки Білорусь Станіслав Шушкевич і прем'єр-міністр Республіки Білорусь В'ячеслав Кебіч;
- Президент Російської Федерації Борис Єльцин і перший заступник голови уряду РРФСР/Російської Федерації Геннадій Бурбуліс;
- Президент України Леонід Кравчук і прем'єр-міністр України Вітольд Фокін.

10 грудня Верховна Рада України 295 голосами з застереженнями ратифікувала Угоду про створення СНД, проти проголосувало 10 депутатів та 7 утрималося. Угода, ратифікована всіма колишніми радянськими республіками, крім Грузії, Естонії, Латвії та Литви. 21 грудня 1991 року Азербайджан, Вірменія, Казахстан, Киргизстан, Молдова, Таджикистан, Туркменія та Узбекистан підписали в Алма-Ати спільно з Білоруссю, Росією та Україною Алма-Атинську декларацію про цілі та принципи СНД та Протокол до Угоди про створення СНД.
У лютому 2013 Виконавчий комітет СНД, де за правилами мала зберігатися Біловезька угода, повідомив, що має лише її копію. Восени того ж року глава Державної архівної служби Ольга Гінзбург заявила, що жодна з держав-підписанток не володіє оригіналом угоди.
Угода про створення Співдружності Незалежних Держав досі чинна в Україні, хоч Україна, як вважає уряд, не є членом СНД, адже не ратифікувала Статут СНД, проте залишається досі членом Зони вільної торгівлі СНД.

## Зміст
Текст Біловезьких угод містить вступ і 14 статей. Оригінальний текст англійською доступний в офіційному перекладі на сайті Ради Європи, а українською на сайті Верховної Ради України.
У преамбулі сторони костантували:
|  | Союз РСР як суб'єкт міжнародного права та геополітична реальність припиняє своє існування. |

Також підтверджувалася прихильність цілям і принципам Статуту ООН та Гельсінського заключного акту.
У статті 5 задекларовано:
|  | Сторони визнають та поважають територіальну цілісність один одного та недоторканність існуючих кордонів в рамках співдружності. |

Проте стаття 10 надавала право кожній зі сторін призупинити дію угоди або окремих статей із попереднім оповіщенням учасників співдружності за рік.

## Наслідки

### Наступні громадянські війни та паперові війни в Російській Федерації
Декілька субреспублік СРСР взяли ініціативу зі Співочої революції (1987—1991) у балтійських країнах та побачили в Біловезьких угодах обіцянку права на самовизначення. З липня по грудень 1990 р. відбувся «парад суверенітетів» автономних республік і автономних областей СРСР. Більшість автономних республік проголосили себе радянськими соціалістичними республіками. 20 липня 1991 року Верховна Рада Північно-Осетинської АРСР прийняла Декларацію про державний суверенітет. Слідом за цим 9 серпня була прийнята Декларація про державний суверенітет Карельської АРСР, 19 серпня 1991 спроба радянського державного перевороту, 29 серпня Комі АРСР, 20 вересня Удмуртської республіки, 27 вересня Якутсько-Сахської РСР, яка згодом розпалася на Якутську АРСР і Республіку Саха, 8 жовтня — Бурятської АРСР, 11 жовтня — Башкирської АРСР, 18 жовтня — Калмицької АРСР, 22 жовтня — Марійської АРСР, 24 жовтня — Чуваської АРСР, 25 жовтня — Гірсько-Алтайського автономного округу, 12 грудня — Тувинської АРСР. 18 жовтня 1991 року Ямало-Ненецький автономний округ проголосив суверенітет. Також перейменували і підвищили статус республік: Республіка Адигея, Республіка Дагестан, Кабардино-Балкарська Республіка, Карачаєво-Черкеська Республіка, Мордовська АРСР, Республіка Хакасія.
Ці операції рідко переростали у збройні конфлікти, тому що центральний уряд Росії мав переважну військову силу, про що свідчить Чеченська Республіка Ічкерія, яка в 1994 році впала у відкриту війну, відому як Перша російсько-чеченська війна. Приклад Чечні послужив для того, щоб стримати рухи за незалежність, наприклад, у:
- Татарській Автономній Радянській Соціалістичній Республіці

Надалі при оцінці окремих положень законодавства різних суб'єктів Російської Федерації на відповідність Конституції Російської Федерації Конституційний суд Російської Федерації неодноразово заявляв про конституційно-правову неможливість і незаконність "дворівневого суверенітету" Російської Федерації її суб'єкти. Так, зокрема, слід ознайомитися з постановою від 7 червня 2000 р. № 10-П «Про справу про перевірку конституційності окремих положень Конституції Республіки Алтай і Федерального закону "Про загальні засади організації законодавчої (представницької) влади і виконавчі органи державної влади суб'єктів Російської Федерації"». На цьому справу було закрито.

### Подальші конфлікти
Кілька ірредентистів побачили в Біловезькій угоді обіцянку права на самовизначення. Скрізь, де можна було призначити ці «горбачовські голосування», вони були. Це спричинило низку подальших збройних громадянських конфліктів, зокрема:
- Громадянська війна в Грузії за Абхазьку АРСР і Південну Осетію
- Аджарська Автономна Радянська Соціалістична Республіка
- Придністровська війна
- Гагаузія
- Каракалпацька Автономна Радянська Соціалістична Республіка та її спадкоємець Каракалпакстан
- Нахічеванська Автономна Республіка
- Нагірно-Карабахська Республіка
- Автономна Республіка Бадахшан
- Кримська Автономна Радянська Соціалістична Республіка
- Декларація про державний суверенітет Казахської РСР

### Конституційна криза в Російській Федерації
На думку деяких російських політиків, однією з причин політичної кризи 1993 р. стала неодноразова відмова З'їзду народних депутатів Росії ратифікувати Біловезьку угоду і виключити з тексту Конституції та законів СРСР згадку про Біловезьку угоду. Конституції РРФСР.

### Втрата оригіналу угоди
Першому голові Верховної Ради Республіки Білорусь Станіславу Шушкевичу в МЗС повідомили, що оригінали угод станом на 7 лютого 2013 року зникли. Він намагався отримати оригінал, щоб допомогти в написанні мемуарів.

## Оцінки
- Президент США Джордж Буш-старший у своїй заяві від 25 грудня 1991 року, після того, як президент СРСР Горбачов повідомив йому телефоном про свою відставку, наголосив: «Сполучені Штати вітають та підтримують історичний вибір на користь свободи, зроблений новими державами Співдружності. <…> Попри потенційну можливість для нестабільності та хаосу, ці події явно відповідають нашим національним інтересам» (газета «Известия» за 26 грудня 1991 р.).[16]
- В інтерв'ю Радіо Свобода з нагоди 20-ї річниці підписання Біловезької угоди Леонід Кравчук визнав, що у Біловезькій пущі він, Борис Єльцин та Станіслав Шушкевич мирно здійснили державний переворот. Кравчук висловив упевненість, що Радянський Союз зберегти було неможливо і об'єктивні процеси все одно призвели б до його краху, однак у разі некерованого розпаду могли загинути мільйони людей, оскільки центральна влада мала намір здійснити повернення до «централізованої влади з усіма обставинами, що звідси випливають» — «зрозуміло , що це суперечило вже нашій філософії, баченню процесів, що відбувалися в СРСР… Тоді перед нами постало питання: чи погодиться український народ на такий сценарій, чи це не призведе до політичного вибуху в країні, під уламками якого можуть загинути мільйони».[17]
- Американський геополітик Збігнєв Бжезінський вважав, що «саме дії України… завадили СНД стати просто новим найменуванням більш федерального СРСР».[18]

## Цікаві факти

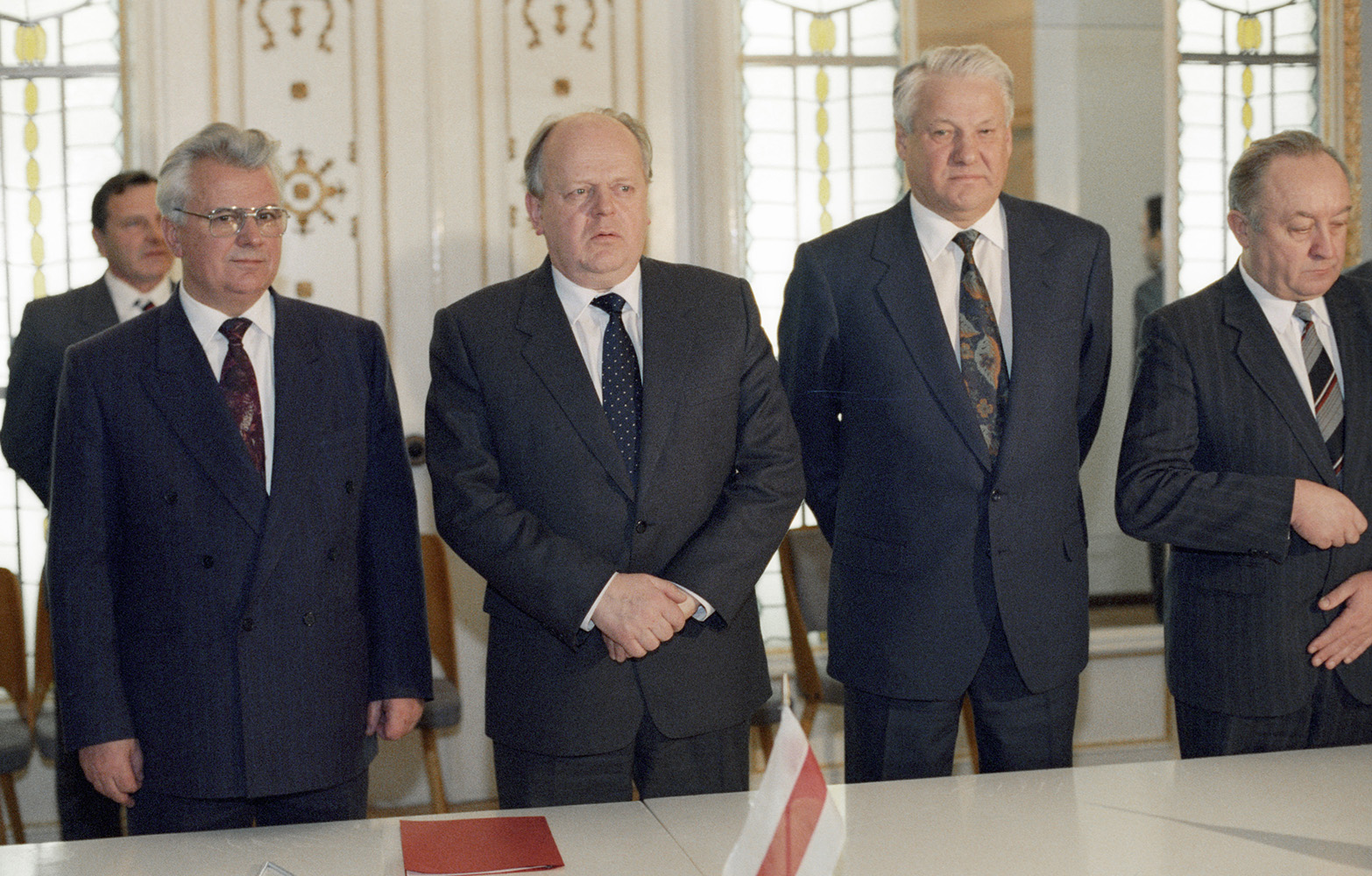
Леонід Кравчук (ліворуч), Станіслав Шушкевич (центр) та Борис Єльцин (2 праворуч) після підписання угоди про створення СНД у Біловезькій пущі

- 11 грудня 1991 р. Комітет конституційного нагляду СРСР, після підписання Біловезьких угод, виступив із заявою, в якій йшлося, що одні республіки не вправі вирішувати питання, що стосуються прав та інтересів інших республік. Органи СРСР можуть припинити своє існування тільки «після рішення в конституційному порядку питання про долю СРСР».[19].
- 17 грудня 1991 р. Рада Союзу Верховної Ради СРСР прийняла заяву у зв'язку з підписанням угоди та ратифікацією її Верховними Радами Росії, Білорусі та України, в якій оголосила прийняті рішення про ліквідацію загальнодержавних органів влади та управління незаконними і які не відповідають ситуації, що склалася, життєвим інтересам народів і зажадав скликання надзвичайного З'їзду народних депутатів СРСР.[20].
- 15 березня 1996 р. Державна дума Федеральних зборів Російської Федерації прийняла Постанову № 157-II ГД «„О юридической силе для Российской Федерации — России результатов референдума СССР 17 марта 1991 года по вопросу о сохранении Союза ССР“»; пункт третій свідчив: «Підтвердити, що Угода про створення Співдружності Незалежних Держав від 8 грудня 1991 року, підписана Президентом РРФСР Б. М. Єльциним і державним секретарем РРФСР Г. Є. Бурбуліс і не затверджена З'їздом народних депутатів РРФСР — вищим органом державної влади РРФСР — не мала і не має юридичної сили в частині, що відноситься до припинення існування Союзу РСР».[21]. Реальних політичних наслідків дане рішення не мало.
- У 1996 р. Президент Росії Борис Єльцин заявив, що шкодує про підписання ним Біловезької угоди.[22]
- Суперечки з приводу оцінки значення Біловезької угоди і подій, що відбулися потому, тривають донині. Біловезька угода стала одним з епізодів звинувачення проти Бориса Єльцина, при спробі усунути його від посади глави держави у травні 1999 р. Спеціальна комісія Державної думи Федеральних зборів Російської Федерації встановила, що Єльцин, підписавши Біловезьку угоду, пішов на грубе порушення статей 74-76 Конституції СРСР 1977 р., Закону СРСР від 03 квітня 1990 р. «О порядке решения вопросов, связанных с выходом союзной республики из СССР», статей 4, 5, 68, 70, 71, 76 Конституції РРФСР 1978 р., статей 4, 6 Закону РРФСР від 24 квітня 1991 року «О Президенте РСФСР», і скоїв зазначені дії всупереч волі народів РРФСР про необхідність збереження СРСР, висловленої під час всенародного голосування (референдуму), що відбувся 17 березня 1991 р. Також комісія прийшла до висновку, що, будучи Президентом РРФСР, Єльцин вчинив дії, що містять ознаки тяжкого злочину, передбаченого статтею 64 КК РРФСР, і полягають у зраді Батьківщині шляхом підготовки та організації змови з метою неконституційного захоплення союзної влади, скасування діявших тоді союзних інститутів влади, протиправної зміни конституційного статусу РРФСР.[23]. Однак ця спроба відмови Б. М. Єльцина від посади президента РФ не набрала достатньої кількості голосів у парламенті.